# Zabalkánské kotliny
Zabalkánské kotliny (bulharsky Задбалкански котловини) je několik kotlin ve středním Bulharsku ležících mezi Starou planinou na severu a Srednou gorou na jihu. Lze nalézt i bulharský název Подбалкански полета (Podbalkánská pole).
Administrativně spadají do sedmi oblastí: Sofijské, Sofie, Pazardžické, Plovdivské, Starozagorské, Slivenské a Burgaské.

## Vymezení

### Poloha
Zabalkánské kotliny se rozkládají rovnoběžně mezi Starou planinou na severu a Srednou gorou na jihu. Táhnou se západovýchodním směrem středem Bulharska od hranic se Srbskem k Burgaské nížině u Černého moře. Pro rovinatý reliéf jejich dna jsou kotliny také nazývány pole.

### Dělení
Z analýzy morfologických rysů Zabalkánských kotlin (různé výšky, nestejnorodá orografická uzavřenost, jakož i některé jiné znaky morfologického a fyzikálně-zeměpisného charakteru) vyplývá rozdělení kotlin na dvě podoblasti:
- vysoké (západní) kotliny
  - Burelská kotlina
  - Sofijská kotlina
  - Saranská kotlina
  - Kamarská kotlina
  - Zlaticko-pirdopská kotlina

- nízké (východní) kotliny
  - Karlovská kotlina
  - Kazanlăcká kotlina
  - Tvărdická kotlina
  - Slivenská kotlina
  - Karnobatská kotlina
  - Ajtoská kotlina

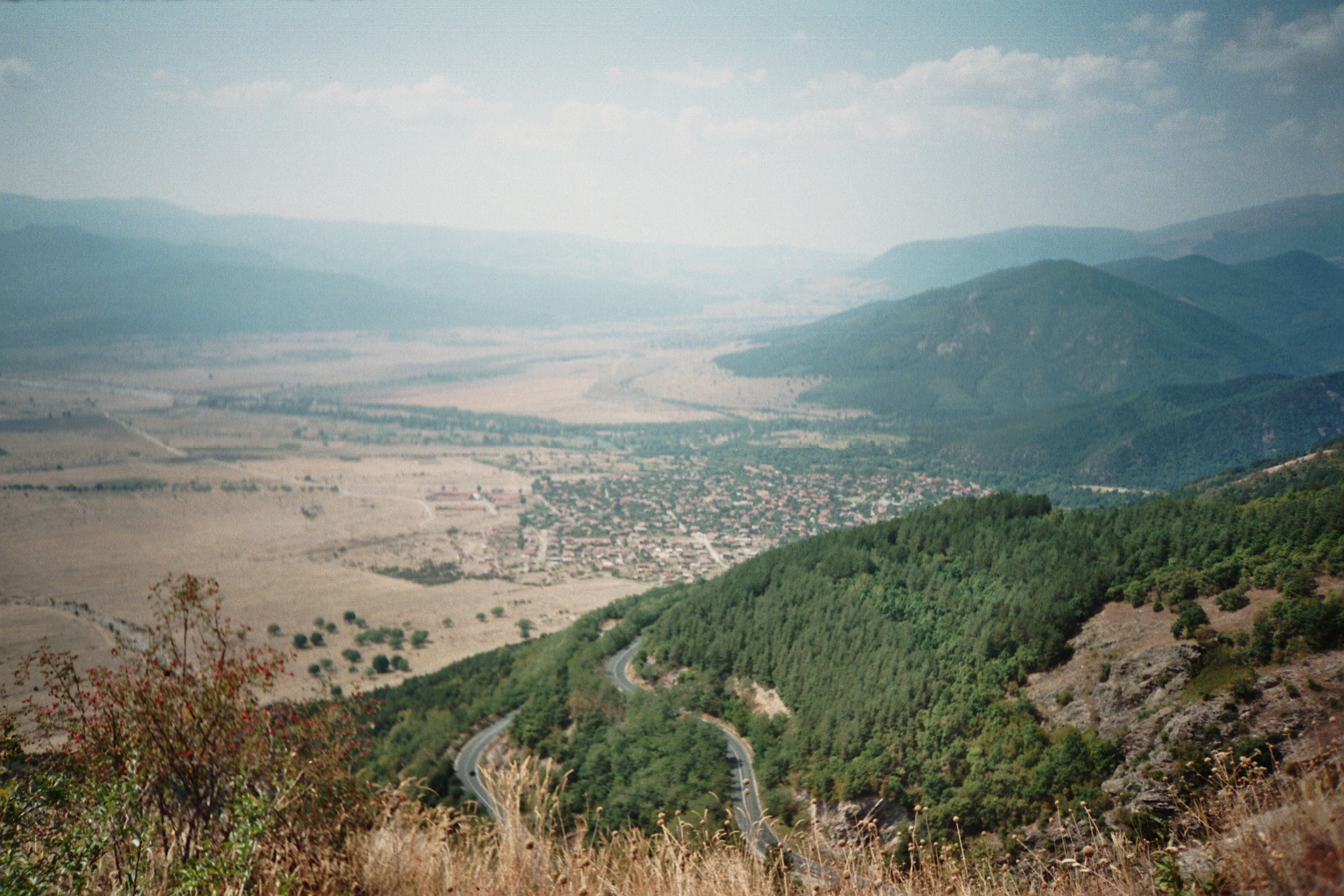
Kazanlăcká kotlina z průsmyku Trojan

Dna západních kotlin se nacházejí v nadmořské výšce mezi 540 a 800 metry a východních mezi 80 a 400 metry.

### Hranice

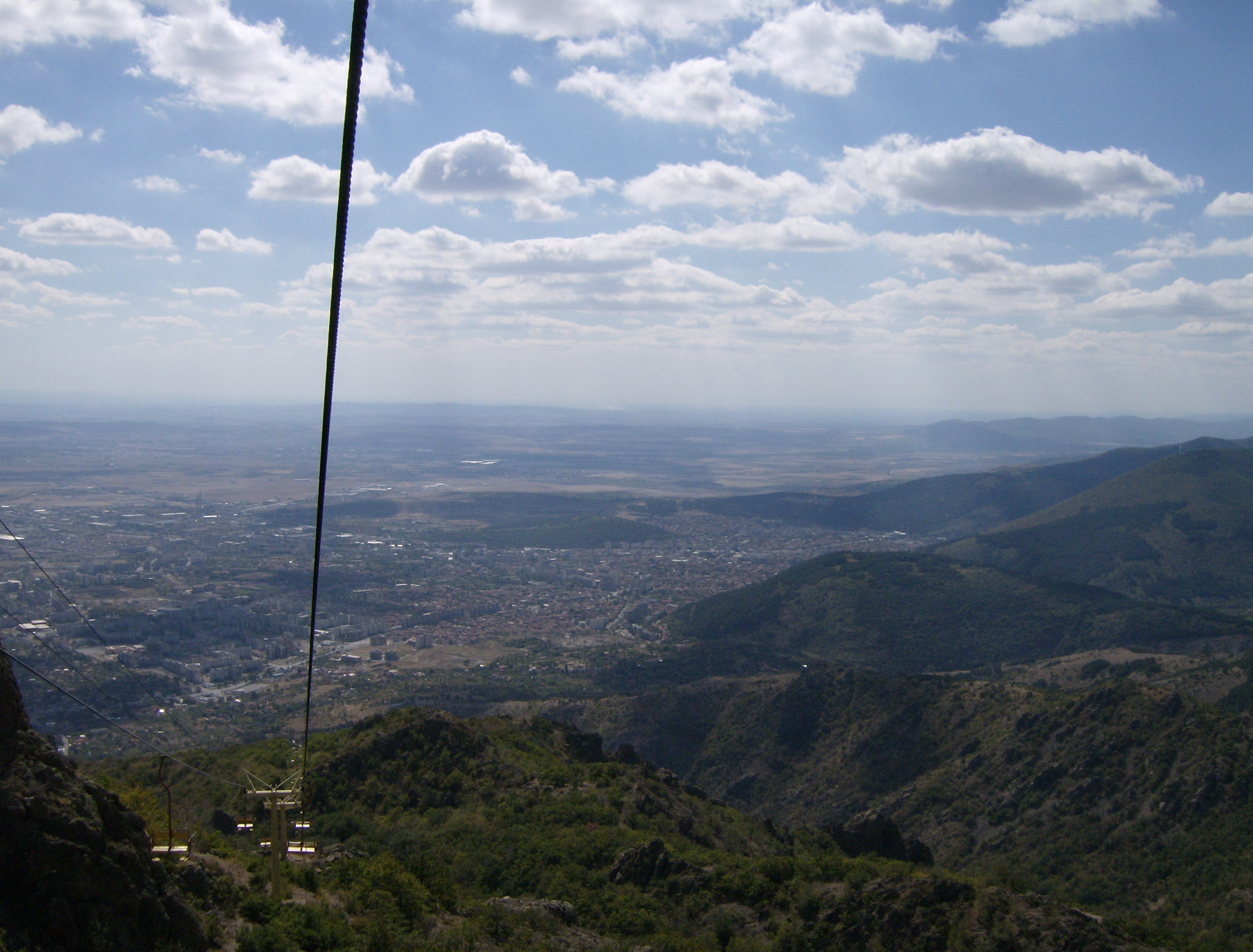
Slivenská kotlina z vrchu Karandila

Přirozenou hranici Zabalkánských kotlin představují nižší partie jižních svahů Staré planiny a severních svahů Sredné gory. Orografickou uzavřenost a izolovanost jednotlivých kotlin doplňují kromě toho příčné hřbety mezi těmito dvěma horskými systémy a přítomnost nízkých sedel a průsmyků tvořících rozvodí.
Západně od Zabelského hřbetu, tvořícího rozvodí řek Slivniška a Gaberska, se táhne Burelská kotlina a na východ od něho se otevírají elipsovité obrysy Sofijské kotliny. Její rozsáhlé dno je odvodňováno řekou Iskăr a jejími přítoky. Ploché dno kotliny narušují vnitřní pahorky Lozenec, Reduta a Baba. Na východním okraji Sofijské kotliny ji od malé Saranské kotliny odděluje nízký Neguševský hřbet. Vysoký Oporský hřbet představuje orografickou hranici mezi Saranskou a Kamarskou kotlinou, která se hřbetem Gălăbec odděluje od Zlaticko-pirdopské kotliny. Tato kotlina je rozdělena Mirkovským prahem na menší, západní část a východní, širší a plošší část, která končí vysokým hřebenem hřbetu Koznica.
Mezi severojižními příčnými hřbety Koznice a Straže se rozkládá Karlovská kotlina. Její ploché dno má charakter typického pole. Leží v povodí řeky Strjama a rovinatý povrch dna je narušován oddělenými vyvýšeninami Momčini gărbi a Koňat a dalšími. Východněji mezi příčným hřbetem Straža a západními výběžky Meždeniku a vyvýšeninou Jarmuža se táhne Kazanlăcká kotlina, která je výrazně podélně protažena a leží v povodí řeky Tundži. Mezi náročnými orografickými konfiguracemi jižních svahů Staré planiny a severními zalesněnými hřebeny Meždeniku je zformována Tvărdická kotlina se svojí východnější a nižší části údolí nazývanou též Šipačevská kotlina. Východně od Meždenické soutěsky (Межденишки пролом) řeky Tundža se víceméně rovnoběžně táhne Slivenská kotlina. Plochý povrch jejího dna narušuje několik výrazně oddělených vnitřních vyvýšenin, mezi něž patří i pahorky Chamambair u města Sliven. Východně od Slivenské kotliny se mezi údolním zúžením řeky Močurica a jejím rozvodím s Ajtoskou řekou rozkládá Karnobatská kotlina, jejíž poněkud vyšší západní část se nazývá Sungurlarsko pole. V nejvýchodnější části oblasti se rozprostírá Ajtoská kotlina, nejníže položená ze všech Zabalkánských kotlin.

## Přírodní poměry

### Geologická stavba
Základními morfografickými jednotkami oblasti kromě jednotlivých kotlin jsou horské hřbety, které vesměs propojují Starou planinu se Srednou gorou, od západu k východu to jsou — Zabelský hřbet (Забелски рид), Neguševský hřbet (Негушевски рид), Oporský hřbet (Опорски рид), Gălăbec, Koznica, Stražata, Meždenik, Šipačevský hřbet (Шивачевски рид), a vyvýšenina Jarmuža.
Morfotektonický rozvoj Zabalkánských kotlin je neoddělitelně spjat s morfogenetickým vývojem Staré planiny a Sredné gory. Vrásnění jejich svrchně miocenní úrovně v rovnoběžných směrech a formování podélné synklinály představovalo počáteční fázi morfogeneze a předznačení západovýchodního protažení Zabalkánských kotlin. Později ještě silnější vrásnění a patrně i rozsedání pontské denudační úrovně znásobilo negativní vliv posunů v paralelním synklinálním pruhu. A nakonec rozsedání levantské (svrchněpliocénské) denudační úrovně ve směru podélných a příčných zlomů napomohlo stanovení obrysů Zabalkánských kotlin.
Korelativní sedimenty na této významně posunuté denudační úrovni se nacházejí v okrajových částech dna kotlin a jsou zde zastoupeny načervenalými písčitými jíly a sutěmi uloženými v místech dochovaných zbytků starších splachových kuželů. Zachované stopy posunů a rozsedání levantské úrovně o velké amplitudě v okrajových částech Zabalkánských kotlin mají charakter tektonických stupňů. Tyto morfometrické údaje svědčí o denivelaci a významném rozsedání levantské denudační úrovně podél okrajů zlomových ploch a příčných zlomových linií Zabalkánské příkopové propadliny. V některých Zabalkánských kotlinách, zejména v Sofijské kotlině, je na jižním okraji patrná výrazná denivelace a rozsedání levantské denudační úrovně podél morfologicky ohraničené tektonické predispozice. Konečné formování Zabalkánských kotlin proběhlo na začátku čtvrtohor, kdy zesílily protisměrné radiální pohyby provázené významnými zdvihy po jejich okrajích a výlevy na jejich dnech. Tyto pohyby byly morfologicky výrazné především podél zabalkánského hloubkového zlomu, který se stal znovu aktivním. Ten také sehrál významnou roli v morfogenetickém rozvoj Zabalkánských kotlin, nicméně ve vztahu ke Sredné goře a příčným hřbetům byl z hlediska morfologického výrazu zlomů druhotný. Tato základní morfogenetická role zabalkánského zlomu je důvodem, proč je možno považovat Zlatickou kotlinu za jednostrannou příkopovou propadlinu. Ovšem většina ostatních Zabalkánských kotlin nese znaky typických oboustranných propadlin, přestože jejich příčný profil je zřetelně asymetrický. Zabalkánský zlom nejen zdůrazňuje zřetelně morfologický výraz tektonické predispozice svahu Staré planiny, ale i na něm se vyskytující hlubinné výlevy a významné výplně z usazenin.
O nízkém stáří Zabalkánských kotlin svědčí nejen mladé pásy rozsedlých stěn v okrajových částech hor, ale i mladá sedimentární výplň dna kotlin. Projevem následných radiálních pohybů zemské kůry, silně diferencovaných co do směru a intenzity, je mozaikovité podloží bloků Zabalkánských kotlin, přestože je překryto pliocenními a čtvrtohorními usazeninami. Zdejší prostorná a rovná dna kotlin, která mají charakter typických polí, potvrzují svůj tektonický původ a následné zanořování širokého rozsahu. Na dnech kotlin v nivách chybějí vyšší říční terasy, což se vysvětluje zanořováním v celém průběhu čtvrtohor. Současné morfogenetické procesy v Zabalkánských kotlinách jsou zřetelně morfologicky výrazné a zrychlené v pásech úpatní akumulace a podél okrajových nezalesněných stěn na jihu Staré planiny. Přívaly na odtud tekoucích říčkách mají za následek nejen hustou a hlubokou členitost v oblastech neulehlých usazenin, ale také srážky a rozšíření bohatých proluviálních sedimentů na lehce skloněných akumulačních plochách. Urychlené morfogenetické procesy jsou v těchto místech způsobeny vydatnými nárazovými srážkami, které jsou zvláště intenzivní v údolích s občasnými toky a jsou podobné skutečným bahnotokům.

### Podnebí
Tvorbu klimatu Zabalkánských kotlin výrazně ovlivňuje nejen její negativní morfografický výraz v podélném směru, lokalizace a orografická uzavřenost jednotlivých kotlin, ale i jejich blízké okolí se zřetězenou hranicí Staré planiny a Sredné gory. Tyto vlastnosti reliéfu Zabalkánských kotlin a přilehlých oblastí Staré planiny a Sredné gory mají významný vliv na pohyb a přeměnu vzdušných hmot různého původu, a tak současně ovlivňují kvalitativní a kvantitativní ukazatele klimatických jednotek a charakter počasí v celé oblasti Zabalkánských kotlin. Rozdílná nadmořská výška a nejednotná orografická uzavřenost kotlin vytvářejí podklad pro rozdělení Zabalkánských kotlin podle klimatu na dvě podoblasti — západní (vysokou) s převahou mírně kontinentálních klimatických podmínek a východní (nízkou) s přechodně kontinentálním klimatem.
Zabalkánské kotliny se navzájem odlišují v některých klimatických charakteristikách a některé jsou vlastní celé oblasti. Pro ni je typický výrazný srážkový stín podél podhůří Staré planiny, vyznačující se větrem klesajícím z prudkého orografického ohraničení Staré planina k úpatím na dnech kotlin a fénovým jevem pozorovaným podél jižního okraje některých kotlin. Spolu s těmito společnými klimatickými znaky existují rozdíly, které jsou platné pro jednotlivé kotliny. Například v Karnobatské kotlině jsou průměrné lednové teploty nad bodem mrazu a pohybují se mezi 1 a 1,2 °C, průměrná červencová teplota se pohybuje od 22 do 23 °C. Malá nadmořská výška a zejména nevýrazná orografická uzavřenost této kotliny omezují vznik dlouhých a výrazných inverzí — průměrná roční teplotní amplituda je 21,6 °C. Přechodně kontinentální režim je doprovázen jasně projevenou tendencí k vyrovnávání množství sezónních srážek. Minimální průměrný srážkový úhrn v celé oblasti se vysvětluje srážkovým stínem na jižním úpatí pohoří Stará planina. Doba trvání sněhové pokrývky se pohybuje kolem dvou měsíců.

### Vodopis
Vodní režim řek a velikost specifického odtoku v Zabalkánských kotlinách do značné míry závisí na klimatických podmínkách, režimu a kvantitativních ukazatelích klimatických jednotek, zejména na geologického podkladu, reliéfu a vlastnostech půdy a rostlinného pokryvu. Řeky v Kanobatské kotlině vznikají pod silným vlivem dešťových srážek. Jejich režim je odrazem ročního rozdělení srážek a režimu odpařování. Vodní režim zdejších řek je značně narušen přímou a nepřímou hospodářskou činnosti člověka, především vybudovanými vodními a energetickými stavbami, umělým zavlažováním, odkanalizováním sídel a uspokojováním potřeb průmyslu stejně jako odlesněním narušených oblastí a vysokým podílem obdělávané půdy.

### Půdy
Půdní pokryv v Zabalkánských kotlinách je úzce spjat s ostatními fyzikálně-zeměpisnými komponentami a hospodářskou činností člověka. Rozšíření akumulativních říční materiálů podél velkých řek je doprovázeno výskytem lužní půdy a jejích podtypů. Zdejší nepropojené pliocenní jezerní sedimenty, svrchně křídové andezitové tufy a tufity přiživují jezerné-bažinné stadium dna kotlin a spolu s projevem následných negativních pohybů zemské kůry a vlivem středomořského klimatu představují komplex půdotvorných podmínek pro vznik a rozšíření smonic. Odvodnění a významná členitost geologického podloží spolu s existující suchoodolnou a teplomilnou lesní vegetací (dub, jilm habrolistý a habr východní) provázejí šíření kambizemí (CMx2).. Od nich se odlišují místa s velkým sklonem, kde rozšiřování zemědělské půdy způsobilo projevy plošné a lineární eroze. Kromě toho se v nejnižších partiích dna kotlin nalézají místa s bažinatou a zasolenou půdou, která mají neblahý vliv na místně iracionálně realizované umělé zavlažování.

### Flora a fauna
Charakter vegetace v oblasti Zabalkánských kotlin a její geografické rozložení jsou určeny vlastnostmi půdních a klimatických podmínek a významnými přímými nebo nepřímými zásahy člověka. Nesporné historické údaje svědčí o tom, že v minulosti, v 16. a 17. století byly Zabalkánské kotliny pokryty dobře vyvinutou lesní a travnatou vegetací. Po mnoho staletí souběžně s rozšiřováním rozsahu orné půdy se areál přirozené lesní a travnaté vegetace stále více omezoval. Využití lesních zdrojů pro výrobu dřevěného uhlí je jedním z nejdůležitějších důvodů pro odlesnění a někdy i úplné zničení lesní vegetace v oblasti. Ke všem těmto důvodům je třeba přidat primitivní živočišnou výrobu a nadměrnou pastvu v minulosti. O negativních zásazích člověka do lesní vegetace Zabalkánských kotlin svědčí jednotlivé, plochou malé dubové, jilmové a ořešákové háje. Obvykle lze stopy přirozené vegetace Zabalkánských kotlin pozorovat podél řek. Jsou zastoupeny vlhkomilnými lesními druhy — vrbami, topoly a olšemi a na dochovaných pasekách roste celá řada přírodních bylin. Výše, na vyprahlejších oddělených místech se nalézají jednotlivé nebo seskupené stromy, jako je dub a jilm. Pokud jde o faunu Zabalkánských kotlin, je přechodem mezi Starou planinou a Srednou gorou. Z drobných savců jsou zde široce zastoupeni hlodavci. Častí jsou plazi, obojživelníci a je zde zastoupen pestrý ptačí svět. Rybí fauna zastoupena pro Bulharsko typickými říčními druhy a hmyz je velmi rozmanitý.

## Hospodářství
V Zabalkánských kotlinách se vyskytují ložiska hnědého uhlí v Sofijské kotlině a měděné rudy v Zlaticko-piropské kotlině. Kazanlăcká kotlina je střediskem pěstování růží — tzv. Růžové údolí.